# Grupo Plan
Grupo Plan es un corporativo inmobiliario mexicano que ha construido y operado distintos proyectos turísticos en México. Ha desarrollado doce complejos, algunos de ellos para la cadena de hoteles de lujo Marriott International y se ha encargado de la restauración de haciendas en la Península de Yucatán.
Grupo Plan fue fundado el 10 de mayo del año 1993 por el arquitecto Luis Bosoms en la Ciudad de México. En el año 1994, comienza con el rescate arquitectónico de varias haciendas henequeneras en la península de Yucatán, para después convertirlas en complejos turísticos, los cuales obtuvieron distintos reconocimientos como deCondé Nast Traveler, Tuttoturismo, Arquitectural Digest México, Travel + Leisure, entre otros.
Las haciendas que fueron restauradas por Grupo Plan son: Hacienda Temozón, Hacienda Santa Rosa y Hacienda San José Chactún en el estado de Yucatán y Hacienda Uayamón en el estado de Campeche. La restauración se realizó de acuerdo a las técnicas y materiales con los que fueron construidas originalmente las haciendas, manteniendo sus principales características.
Además del rescate arquitectónico de las haciendas en la península de Yucatán, se integró a las comunidades cercanas para que formaran parte del proyecto turístico, lo que dio como resultado en el año 2002 la Fundación Haciendas del Mundo Maya. En el año 2004, las haciendas pasaron a ser parte de la marca Luxury Collection, administrada por el corporativo Starwood Hotels & Resorts Worldwide.

## Proyectos que ha realizado Grupo Plan
- 1993, Hotel Careyes, Jalisco, México.
- 1993, Remodelación Marriott Aeropuerto, Ciudad de México.
- 1993, JW Marriott Polanco, Ciudad de México.
- 1994, Hotel Tamarindo, Jalisco, México.
- 1994, Hacienda Temozón, Yucatán, México.
- 1994, Santa Rosa (Maxcanú), Yucatán, México.
- 1997, Hacienda San José, Yucatán, México.
- 1998, Hacienda Uayamón, Campeche, México.
- 1998, Sierra Amatepec, Ciudad de México.
- 2003, Hotel “W”, Ciudad de México.
- 2004, Puerta Campeche, Campeche, México.
- 2014, Hotel Aloft Guadalajara Américas, Guadalajara, México.